# Hyperplasie

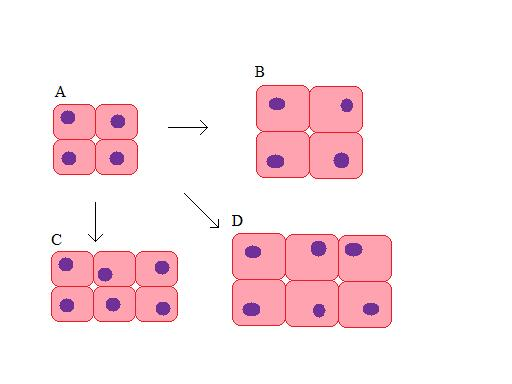
Normale cellen (A), hypertrofie (B), hyperplasie (C) en (D) combinatie

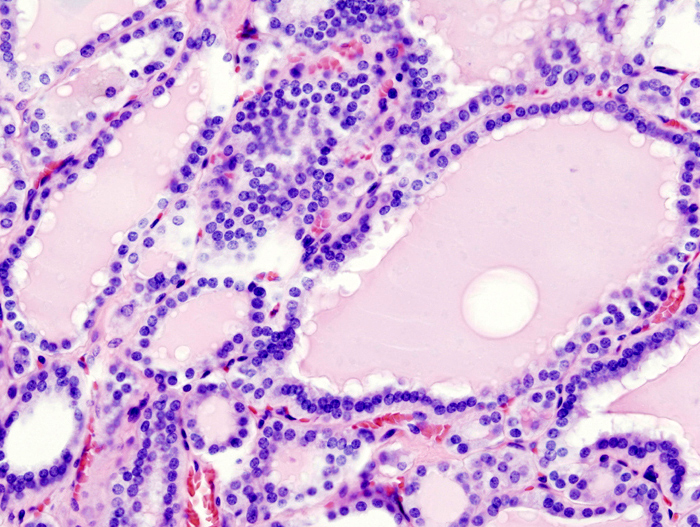
Histo-pathologisch beeld van een diffuse hyperplasie van de schildklier (hematoxyline-eosinekleuring)
Klinisch: hyperthyreoïdie

Hyperplasie is de vergroting van een bepaald orgaan of weefsel als gevolg van een buitengewoon hoge celdeling. Hyperplasie is een reactie op een bepaalde prikkel en verschilt van hypertrofie, doordat bij cellulaire adaptatie de omvang van de cellen niet toeneemt, alleen het aantal cellen. 
Hyperplasie tast zowel het parenchym als het interstitium aan. Het kan zowel fysiologische als pathologische oorzaken hebben, zoals een ontsteking of endocriene ziekte. Het kan ook een compensatie voor een vergroeiing of verwonding elders in het lichaam zijn.     
Een zeer klassiek voorbeeld van hyperplasie zijn wratten.